# طوفان (امرپ)
امرپ طوفان یک وسیله نقلیه زره‌پوش مقاوم شده در برابر مین، بمب‌های کنار جاده‌ای و کمین است. این خودروی زرهی توسط سازمان صنایع دفاعی وزارت دفاع و پشتیبانی نیروهای مسلح تولید شده و برای اولین بار در جریان نمایشگاه ایپاس ۹۵ به نمایش درآمد و سپس به‌طور رسمی در ۲۹ آبان ۱۳۹۷ رونمایی گردید. همچنین طوفان در سال پس از آن و در رژه نیروهای مسلح در ۳۱ شهریور نیز حضور داشت. این خودرو برای تحویل به واحدهای مرزبانی نیروی انتظامی و ارتش جمهوری اسلامی وسپاه در نظر گرفته شده‌است. همچنین این خودرو در اختیار واحدهای حشدالشعبی عراق نیز قرار گرفته‌است.
امرپ طوفان با الگوبرداری از امرپ کانادایی تایفون ساخت شرکت اشتریت ساخته شده‌است و می‌تواند در برابر تهدید گلوله‌ها تا کالیبر ۷٫۶۲، انفجار ۸ کیلو تی‌ان‌تی در زیر بدنه و انفجار یک گلوله ۱۵۵ میلی‌متری در فاصله ۶۰ متری مقاومت کند. این خودرو توان حمل ۱۲ نفر را دارد که ۲ نفر به عنوان یکی راننده و یکی در صندلی جلو و ۱۰ نفر در بخش عقب سوار می‌شوند. طوفان دارای ۱۰ صندلی ضد شوک برای حمل نیرو در قسمت پشتی خود است دسترسی به این بخش در طوفان از طریق یک درب بزرگ در پشت امرپ تأمین می‌شود که فاقد رمپ یا سطح شیبدار است و افزودن رمپ به آن در آینده سرعت ورود و خروج نیروها را افزایش خواهد داد. طوفان از موتور دیزل روسی کاماز ۷۴۰ استفاده می‌کند که ۳۶۰ اسب بخار قدرت دارد. طوفان هفت متر طول و در حال رزمی ۱۴ تن وزن دارد. همانطور که از نامش پیداست این وسیله نقلیه زرهی و این خودروی زرهی برای شرایط آب و هوایی نامناسب طراحی شده است و این امرپ معروف و مشهور به طوفان است و یکی از بهترین ها در نوع خود محسوب می شود.

## تسلیحات
از نظر تسلیحاتی در حال حاضر طوفان مجهز به یک برجک با سقف باز با تیربار ۵/۱۴ میلی‌متری شبیه به نمونه چینی QGJ- ۲ است. این تیربار قدرت آتش مناسبی دارد ولی کاربرد آن محدود به روشنایی روز است. یک جایگاه تسلیحاتی امکان حمل موشک‌های ضدزره هم برای امرپ طوفان فراهم شده و قابلیت ثانویه مقابله با زرهی یا سنگرهای مستحکم دشمن و درگیری با مواضع در بردهای چند کیلومتری هم برای آن ایجاد می‌شود.